# Канадско-сенегальские отношения
Канадско-сенегальские отношения — двусторонние дипломатические отношения между Канадой и Сенегалом. Обе страны являются членами международной организации Франкофонии.

## История
Канада и Сенегал имеют короткую общую историю в том, что оба государства когда-то были частью французской колониальной империи. В течение этого периода времени многие чёрные канадцы сегодня прослеживают свою родословную до Западной Африки, поскольку их предки были привезены непосредственно в Канаду в качестве рабов Французской Вест-Индской кампанией или привезены из Соединённых Штатов торговцами. Во время Второй мировой войны у обеих стран были войска, сражавшиеся в битве за Францию и в итальянской кампании.
В апреле 1960 года Сенегал получил независимость от Франции. В 1962 году между Канадой и Сенегалом были установлены дипломатические отношения. Вскоре после этого Канада открыла посольство в Дакаре, а в 1975 году Сенегал ответил на этот жест открытием посольства в Оттаве. В сентябре 1966 года президент Сенегала Леопольд Седар Сенгор нанёс десятидневный визит в Канаду. После визита президента Сенгора было несколько визитов высокого уровня между лидерами обеих стран. Сенегал является одним из основных партнёров Канады в рамках многосторонних учреждений, таких как Франкофония и Организация Объединённых Наций.

## Государственные визиты

### Визиты премьер-министра Канады в Сенегал[5][6][7][8]
- Премьер-министр Пьер Трюдо (1981);
- премьер-министр Брайан Малруни (1987, 1989);
- премьер-министр Жан Кретьен (1999, 2002);
- премьер-министр Стивен Харпер (2012, 2014).

### Президентские визиты из Сенегала в Канаду[9][10]
- Президент Леопольд Седар Сенгор (1966);
- Президент Абду Диуф (1987, 1999);
- Президент Абдулай Вад (2002, 2008);
- Президент Макки Салл (2016).

## Двусторонние отношения
В 2001 году Канада и Сенегал подписали соглашение об избежании двойного налогообложения, а в 2004 году-соглашение об освобождении от уплаты таможенных пошлин. В 2012 году было подписано соглашение о воздушном транспорте, и в том же году обе страны завершили переговоры по соглашению о поощрении и защите иностранных инвестиций (FIPA). В 2015 году канадская помощь Сенегалу составила $85 млн. С момента обретения Сенегалом независимости в 1962 году Канада выделила более 1,3 млрд долл/ на официальную помощь в целях развития.

## Торговля и инвестиции
В 2015 году товарооборот между Канадой и Сенегалом составил $42,6 млн. Канада является крупным инвестором в горнодобывающей промышленности Сенегала. Канадские горнодобывающие компании, такие как Iamgold и Teranga Gold, работают в Сенегале. канадские инвестиции в горнодобывающую промышленность составляют 500 миллионов долларов США.